# 弗兰克·纳什
弗兰克·纳什（Frank Nash，1887年2月6日—1933年6月17日）是一位美国银行劫匪，曾被称作“美国历史上最成功的银行劫匪”。他最终在堪萨斯城屠杀中毙命。纳什在童年时曾在阿肯色州格林县的帕拉固德度过一段时光，在死前一天于阿肯色州加兰县的温泉城被捕。